# Nas (rapper)
Nasir bin Olu Dara Jones (New York, 14 september 1973), beter bekend als Nas, is een Amerikaans rapper en acteur. Hij debuteerde in 1994 met het hiphopalbum Illmatic, wat tot op heden wordt beschouwd als een van de beste albums aller tijden in het genre. In de eerstvolgende paar albums worden zijn nummers commerciëler en ligt het popgehalte hoger. Met het album Stillmatic in 2001 keert de rapper echter weer terug naar zijn hiphopwortels. In totaal heeft Nas tot dusver dertien studioalbums uitgebracht. Nas groeide op in The Queensbridge Projects, het grootste sociale woningproject in Noord-Amerika en een beruchte achterstandswijk van de borough Queens van New York. Nas was getrouwd met r&b-zangeres Kelis. Samen hebben ze een zoon.
Nas staat bekend als een gerenommeerde tekstschrijver en rapper. Hij wordt beschouwd als een van de beste en origineelste rapartiesten. Desalniettemin heeft hij volgens critici zijn niveau van Illmatic nooit weten te evenaren.

## Biografie
Nas is het eerste kind van trompettist Olu Dara en Fannie Ann Jones. Zijn volledige naam, Nasir Bin Olu Dara Jones, kreeg hij van Olu Dara's beste vriend Rasheed en is Arabisch voor "helper en beschermer". Het gezin Jones kreeg nog twee kinderen: Jabari en Kiane. Nas spendeert zijn eerste jaren in Crown Heights, een buurt in Brooklyn. Daarna verhuisde het gezin naar de 41st Side van Queensbridge (Queens). In 1986, toen Nas 13 was, verliet Olu Dara het gezin, zodat Fannie Ann de kinderen zelf moest opvoeden. Niet veel later stopte Nas met school en raakte geïnteresseerd in de Afrikaanse cultuur. Hij verdiepte zich erin, evenals de Bijbel ,de Koran en de theorieën van Five Percent Nation. Olu Dara was een jazztrompettist die vaak afwezig was. In de dagen dat hij wel thuis was, nam hij Nas vaak mee naar Greenwich Village of Central Park om trompet te spelen.
Naarmate Nas ouder werd, kreeg hij meer aspiraties om rapper te worden. Hij vroeg zijn beste vriend Willie "Ill Will" Graham om als DJ te fungeren. Zijn eerste bijnaam luidt Kid Wave, een naam die hij gebruikte voor zijn zelf getekende strips. Later veranderde hij dat in Nasty Nas. Toen ontmoetten Graham en Nas producer Large Professor (William Mitchell, ook uit Queens). Hij stelde de twee voor aan zijn hiphopgroep Main Source. Nas is te horen in het nummer Live at the Barbecue, van de LP Breaking Atoms. Ondertussen probeerden Graham en Nas een platencontract te krijgen. Dit ging echter niet soepel. Op 23 maart 1992 kwam er een abrupt einde aan de samenwerking als Graham in Queensbridge wordt doodgeschoten.

### Illmatic
Nas tekende in 1992 een contract voor drie jaar bij Columbia Records. Hij kreeg dit contract via MC Serch, een lid van de hiphopgroep 3rd Bass. Later werd hij Nas' manager. Zijn eerste nummer was Halftime, dat verscheen op de soundtrack van de film Zebrahead. Toen Nas een optreden verzorgde bij Back To The Grill, raakten steeds meer mensen nieuwsgierig naar Nas en zijn komende album. Dat album zou nog bijna twee jaar op zich laten wachten maar uiteindelijk werd Illmatic op 19 april 1994 uitgebracht. Het album werd onder andere geproduceerd door Q-Tip, Pete Rock, Large Professor en DJ Premier. Illmatic kreeg goede kritieken vanwege de teksten. Desondanks werd het album niet goed verkocht: Illmatic was commercieel niet interessant en er zwierven veel illegale kopieën rond. Van het album kwamen 5 singles uit, waarvan alleen It Ain't Hard to Tell in de Billboard Hot 100 terechtkwam.
In 1995 verschijnt Nas op AZ's debuutalbum Doe or Die. AZ kwam eerder in de bekendheid door zijn optreden op Illmatic. Ook werkt Nas mee aan het album The Infamous van Queensbridge-kompaan Mobb Deep.

### It Was Written
Voor het tweede album wilde Columbia Records graag dat Nas meer commerciële onderwerpen in zijn muziek gebruikte. Als voorbeeld gaven ze Notorious B.I.G. aan. Nas ruilde zijn manager MC Serch in voor Steve Stoute en begint aan It Was Written. Dit album werd hoofdzakelijk geproduceerd door Sam Barnes en Jean-Claude Olivier van Trackmasters Entertainment. It Was Written werd vele malen succesvoller dan Illmatic, alhoewel critici twijfelden of het album beter was van het vorige. If I Ruled the World (Imagine That), met Lauryn Hill, en Street Dreams zijn de singles van het album. Beide muziekvideo's werden geregisseerd door Hype Williams.
It Was Written leverde ook het debuut op van The Firm, een supergroep bestaande uit Nas, AZ, Foxy Brown, Nature en Cormega. Zij brachten in 1997 een album uit. In deze periode was Nas ook bekend als Escobar, een alter ego in de stijl van Tony Montana uit Scarface. The Firm bracht hun album uit onder Dr. Dre's Aftermath Entertainment. Cormega werd halverwege de opnames uit de groep gezet door Steve Stoute omdat Stoute Cormega graag wilde contracteren voor zijn management. Cormega weigerde echter. Hierdoor werden Cormega en Nas plotsklaps rivalen van elkaar, wat resulteerde in enkele dissraps van Cormega.
Nas maakt in 1998 zijn filmbeduut in Belly, een dramafilm van Hype Williams. Nas was medeschrijver van deze film, waarin ook DMX en PEJA te zien zijn.

### I Am…, Nastradamus en Stillmatic
Nas begon in 1998 aan een dubbelalbum dat de werktitel I Am… The Autobiography kreeg. Het was de bedoeling dat elk nummer op het album een gedeelte van zijn leven zou omschrijven. De eerste single werd Nas is Like. Een muziekvideo was ook al opgenomen toen een groot gedeelte van de nummers uitlekte op internet. Nas en Steve Stoute maakten vluchtig nog enkele nieuwe tracks om de uitgelekte te vervangen. Daarnaast werd het dubbelalbum een gewoon album (één cd). Nas is Like was geproduceerd door DJ Premier en bevat een sample van Nas' vorige single It Ain't Hard to Tell. De tweede single werd Hate Me Now, een collaboratie met Puff Daddy. In de video, eveneens geregisseerd door Hype Williams, zijn Nas en Puff Daddy te zien als ze net als Jezus gekruisigd worden. Na de afronding van de video vroeg Puff Daddy of ze het kruisigingsgedeelte toch uit de video wilde laten (Puff Daddy is katholiek). Dit gebeurde niet, en de volledige versie kwam toch op televisie (voor de eerste keer bij Total Request Live). Puff Daddy reageerde furieus en ging met zijn bodyguards verhaal halen bij Steve Stoute. Naar verluidt sloeg Puff Daddy Stoute met een champagnefles. Stoute deed aangifte van de situatie. Uiteindelijk kwamen Stoute en Puff Daddy tot een overeenkomst.
Columbia Records wilde de op het internet uitgelekte nummers graag eind 1999 uitbrengen onder de naam Nastradamus. Op het laatste moment veranderde Nas van gedachten: hij wilde alsnog nieuw materiaal op het album. Nas' deadline lag echter al in november, dus moest alles snel gebeuren. De singles van het album waren Nastradamus en You Owe Me. Het enige op het internet uitgelekte nummer wat op Nastradamus kwam was Project Windows. Andere uitgelekte nummers zijn te horen op The Lost Tapes, uitgebracht in september 2002. Nas' vijfde studioalbum Stillmatic komt al uit in 2001. Het album wordt gezien als de comeback van Nas, na enkele mindere albums. De eerste single was Got Ur Self A… (Got Ur Self A Gun), geproduceerd door Megahertz Music Group. De tweede single is One Mic.

### De ruzie tussen Nas en Jay-Z
De eerste sporen van een kwestie tussen de twee rappers uit New York komen uit 1992, toen Nas en producer Large Professor in een gevecht belandden met Jay-Z en rapper Big Jaz. In 1996 vroeg Jay-Z of Nas The World Is Yours opnieuw wilde zingen, maar ditmaal voor het refrein van Jay-Z's Dead Presidents II. Een andere optie voor Nas was het verschijnen in Jay-Z's videoclip voor de desbetreffende single. Nas weigerde beide, maar behield een vriendschappelijke relatie met hem. De boel escaleert pas echt als Notorious B.I.G. overlijdt en er bepaald moet worden wie nu de grootste rapper uit New York is.
Jay-Z deed voor het eerst een gooi naar de troon met het nummer The City is Mine, van het album In My Lifetime, Vol. 1. Dit album zou eerst naar verluidt Heir To The Throne, Vol. 1 worden genoemd. In 1999 kwam Nas met het nummer We Will Survive (van het album I Am…), waarin hij Jay-Z niet als een serieuze kandidaat zag voor beste rapper van New York. De ruzie werd intensiever toen Jay-Z's leerling Memphis Bleek verschillende disses maakte naar Nas op zijn debuutalbum Coming of Age. Als reactie bracht Nas het nummer Nastradamus uit (van zijn gelijknamige album) waarin hij rapt: you wanna ball till you fall, I can help you with that / you want beef? I could let a slug melt in your hat. Dit is direct gericht op Memphis Bleek. De tegenreactie daarop is de single My Mind Right van het album The Understanding, waarin Memphis Bleek rapt: And only a few fit in, your lifestyle's written/So who you supposed to be, play your position. De gemoederen begonnen steeds hoger op te lopen toen beide artiesten een nummer genaamd Come Get Me schreven waarin ze elkaar bestrijden. Op het Hot 97 Summer Jam Festival gooide Jay-Z een diss naar de uit Queensbridge afkomstige Mobb Deep met de single Takeover. De afsluitende zin was Ask Nas, he don't want it with Hov. (Hov is een bijnaam van Jay-Z). Nas reageerde door tijdens een radio-uitzending leden van Roc-A-Fella Records te beledigen, waaronder Jay-Z, Freeway, Memphis Bleek en Beanie Sigel. Deze freestylerap werd door Nas Sillmatic genoemd (om zijn gelijknamige album aan de man te brengen) maar staat beter bekend als H. to the Omo, als verwijzing naar Jay-Z’s single Izzo (H.O.V.A).
De volgende nummers worden beschouwd als zogenaamde disstracks in deze vete:
- H To The Omo (Nas), een mixtapenummer waarin Nas zegt dat Jay Z de rapversie is van Sisqo, dat Jay zijn stijl heeft overgenomen en z'n straatverleden uit z'n duim heeft gezogen.
- Takeover (Jay-Z, The Blueprint), een nummer dat eerder was uitgebracht maar was herschreven door Jay-Z. Hij voegde een couplet toe waarin hij Nas bekritiseerde op zijn afnemende succes na Illmatic.
- Ether (Nas, Stillmatic), een nummer waarin Nas bekendmaakt dat Jay-Z in zijn vroege jaren een fan was van Nas. Daarnaast beweert hij dat Jay-Z meerdere teksten van Notorious B.I.G. heeft gestolen.
- Supa Ugly (Jay-Z), een freestyle-rap van Jay-Z waarbij het eerste couplet een sample bevat van Nas' Got Ur Self A… Ook beweert Jay-Z dat het nummer Ether vol onwaarheden zit. Jay-Z heeft het over een relatie tussen hem en Carmen Bryan, de moeder van Nas' kind. Later zou Jay-Z zijn verontschuldigingen aanbieden aan Nas voor deze track nadat Jay-Z's moeder daarop zou hebben aangedrongen.
- Blueprint 2 (Jay-Z, The Blueprint²: The Gift & the Curse), waarin Jay-Z beweert dat, alhoewel hij meer geld verdient, hij ook meer uitgeeft aan goede doelen. Ook vertelt hij dat Nas vaak moeilijke teksten schrijft om zich slimmer voor te doen.
- Last Real Nigga Alive (Nas, God's Son), waarin Nas beweert dat Jay-Z in 1996 zowel zijn stijl als die van Raekwon en Ghostface Killah imiteerde. Ook beschuldigt hij Jay Z ervan hem te dissen terwijl hij thuis voor zijn zieke moeder zorgde.

De ruzie eindigde formeel in oktober 2005 tijdens Jay-Z's "I Declare War"-concert waar Nas als gast te zien was. Later in 2005 waren Nas en Jay-Z samen te zien op het podium. Op het album Hip Hop is Dead nemen Jay-Z en Nas samen het nummer Black Republican op, wat voor de buitenwereld een duidelijk signaal is van het einde van de ruzie.

### God's Son en Street's Disciple
In december 2002 kwam het album God's Son uit. Het album kwam op plaats 18 in de Album Top 100, en Time Magazine noemde God's Son het beste rapalbum van het jaar. De singles van het album waren Made You Look, I Can en Get Down. Een jaar later is Nas te horen op Play Me, een nummer van KoЯn. Een optreden van Nas met Ludacris, Jadakiss, en Darryl McDaniels in New York werd in 2003 uitgebracht op dvd onder de naam Made You Look: God's Son Live.
Het zevende studioalbum, Street's Disciple kwam in 2004 uit. Het betreft een dubbelalbum. De eerste single was Thief's Theme. De tweede single, Bridging the Gap, bevat een gastoptreden van Nas' vader Olu Dara. Street's Disciple werd een minder succesvol album in vergelijking met andere albums. In 2005 is Nas te horen in het nummer We Major van Kanye West. Ook is hij te horen op Road to Zion van Damian Marley. Nas trouwde op 8 januari 2005 met zangeres Kelis. Ze hadden elkaar ontmoet op de Video Music Awards in 2002. Later dat jaar waren ze al verloofd.
Nas maakte na een gratis concert in Central Park een opmerking naar rapper 50 Cent: This is the real shit, not that 50 Cent shit! 50 Cent reageerde op deze opmerking door Kelis te vermelden in zijn single Piggy Bank. Nas wuifde deze teksten weg door te stellen dat hij pas serieus zou gaan reageren na nog vijf of zes albums van 50 Cent. In 2005 maakt Nas een dissrap, Don't Body Ya Self (MC Burial). Daarin maakt hij een sneer naar 50 Cent en G-Unit. Door deze ruzie kreeg Nas ook Mobb Deep tegen zich, nadat zij tekenden bij G-Unit Records.

### Hip Hop is Dead
In januari 2006 tekende Nas een contract bij Def Jam Recordings voor vier albums. Eind 2006 brengt hij het album Hip Hop is Dead uit. Het album is mede geproduceerd door Scott Storch, Kanye West en Dr. Dre. Er ontstond opschudding over de titel van het album. Sommige critici gaven Nas gelijk dat hiphop dood is, anderen beweren dat Nas het alleen over bepaalde rappers heeft. De eerste single van het album is Hip Hop is Dead en is geproduceerd door will.i.am. Het nummer bevat een sample van 'In-A-Gadda-Da-Vida' die ook eerder te horen was in Thief's Theme (van het album Street's Disciple). De tweede single van het album is Can't Forget About You, waarvan de video op 5 februari 2007 in première ging. De derde single is Hustlers. Ook kwam er een video voor Jay-Z's single Black Republican.

### Untitled en Life is Good
Untitled is het tiende album van Nas. Aanvankelijk wou hij dit album 'Nigger' noemen, maar door veel kritiek en winkels die het album dan niet zouden verkopen besloot Nas het album geen naam te geven. Op het album staan tracks waarin Nas zijn support voor Barack Obama laat horen.
Life Is Good werd het elfde album uitgebracht op 13 juli 2012 bij Def Jam Records. Het album is opgenomen in verschillende studio's in New York en in California, geproduceerd bij No I.D. en Salaam Remi. Hij schreef het album na de zware scheiding met zangeres Kelis. Nas wilde persoonlijke gevoelens en momenten ventileren in zijn leven met zijn teksten. 
Hij liet hiphopinvloeden uit de jaren 1980, nagestreefd voor de productie van het album, zijn nostalgische toon aanvullen.

### Nasir, King's Disease trilogie en Magic
Op 15 juni 2018 verscheen het twaalfde studioalbum van Nas, getiteld Nasir. Het album werd in zijn geheel geproduceerd door Kanye West en heeft gastvocalen van onder andere Kanye West, Puff Daddy, Tony Williams, The-Dream en 070 Shake. Het album werd uitgebracht door Mass Appeal Records en Def Jam.
Na Nasir begon Nas aan een langdurige samenwerking met producer Hit-Boy. Dit zette een productieve creatieve fase in zijn carrière in gang: in augustus 2020 bracht Nas King's Disease uit, in augustus 2021 volgde King's Disease II, en in december 2021 werd Magic aan de reeks toegevoegd. King's Disease III werd uitgebracht in november 2022. Al deze albums die hij met Hit-Boy maakte werden door critici zeer positief ontvangen, het sterkst gold dat voor King's Disease II en III. 

## Invloeden
Zijn eerste muzikale ervaring kreeg Nas op zijn vierde, toen hij op de stoep van de voordeur zat om naar de trompet van zijn vader te luisteren. Als zijn vader Nas meenam naar de opnamestudio of op tour, dan luisterde hij veel naar Curtis Mayfield. In de Queensbridge-gebouwen was er ook een hiphopgroep genaamd the Allie Brothers. Zij waren de eerste hiphopinvloeden voor Nas. Op zijn kamer had hij posters van Juice Crew, Slick Rick, Rakim, LL Cool J, Salt-n-Pepa, en Sweet Tee hangen.
Nas vertelt in 1994 over zijn eerste aanraking met hiphop:

Ik hoorde in mijn buurt (Queensbridge) voor het eerst rapmuziek. In het park, buiten, het was iets voor de zomer. Ze hadden oude discoplaten en gingen daarmee scratchen. Ik was getuige van alles, vanaf het begin. (...) De eerste keer dat ik een microfoon aanraakte, was bij mijn vriend Will. Hij woonde boven mij: hij op de zesde verdieping, ik op de vijfde. Dus 's ochtends, als mijn moeder naar haar werk ging, ging ik naar zijn appartement. Dan ging hij alles voor me aansluiten en gingen we rappen op White Lines (Grandmaster Flash). Later kocht hij ook nog attributen zoals draaitafels.

## Discografie

### Albums
| Album met eventuele hitnotering(en) in de Nederlandse Album Top 100 | Datum van verschijnen | Datum van binnenkomst | Hoogste positie | Aantal weken | Opmerkingen                               |
| ------------------------------------------------------------------- | --------------------- | --------------------- | --------------- | ------------ | ----------------------------------------- |
| Illmatic                                                            | 19-04-1994            | -                     |                 |              |                                           |
| It Was Written                                                      | 02-07-1996            | 17-08-1996            | 20              | 15           |                                           |
| The Firm: The Album                                                 | 21-10-1997            | 08-11-1997            | 51              | 7            | met Foxy Brown, AZ en Nature als The Firm |
| I Am                                                                | 06-04-1999            | 17-04-1999            | 61              | 14           |                                           |
| Nastradamus                                                         | 23-11-1999            | 04-12-1999            | 90              | 3            |                                           |
| Stillmatic                                                          | 18-12-2001            | 12-01-2002            | 40              | 10           |                                           |
| The Lost Tapes                                                      | 24-07-2002            | -                     |                 |              |                                           |
| God's Son                                                           | 16-12-2002            | 04-01-2003            | 42              | 7            |                                           |
| Streets's Disciple                                                  | 29-11-2004            | 04-12-2004            | 82              | 4            |                                           |
| Hip Hop Is Dead                                                     | 15-12-2006            | 24-02-2007            | 95              | 2            |                                           |
| Nas (Untitled)                                                      | 11-07-2008            | -                     |                 |              |                                           |
| Distant Relatives                                                   | 14-05-2010            | 22-05-2010            | 65              | 2            | met Damian Marley                         |
| Life Is Good                                                        | 13-07-2012            | 21-07-2012            | 27              | 2            |                                           |
| Nasir                                                               | 15-06-2018            | 23-06-2018            | 13              | 2            |                                           |
| The Lost Tapes 2                                                    | 19-07-2019            | 27-07-2019            | 95              | 1            |                                           |
| King's Disease                                                      | 21-08-2020            | 29-08-2020            | 52              | 1            |                                           |
| King's Disease II                                                   | 06-08-2021            | 14-08-2021            | 18              | 2            |                                           |
| Magic                                                               | 24-12-2021            | -                     |                 |              |                                           |

| Album met hitnotering(en) in de Vlaamse Ultratop 200 albums | Datum van verschijnen | Datum van binnenkomst | Hoogste positie | Aantal weken | Opmerkingen       |
| ----------------------------------------------------------- | --------------------- | --------------------- | --------------- | ------------ | ----------------- |
| It Was Written                                              | 1996                  | 14-09-1996            | 36              | 9            |                   |
| Hip Hop Is Dead                                             | 2006                  | 20-01-2007            | 76              | 3            |                   |
| Nas (Untitled)                                              | 2008                  | 20-09-2008            | 89              | 1            |                   |
| Distant relatives                                           | 2010                  | 29-05-2010            | 70              | 5            | met Damian Marley |
| Life is Good                                                | 2012                  | 21-07-2012            | 135             | 1*           |                   |

## Singles
| Single met eventuele hitnotering(en) in de Nederlandse Top 40 | Datum van verschijnen | Datum van binnenkomst | Hoogste positie | Aantal weken | Opmerkingen                               |
| ------------------------------------------------------------- | --------------------- | --------------------- | --------------- | ------------ | ----------------------------------------- |
| If I ruled the world                                          | 1996                  | 17-08-1996            | 9               | 10           | met Lauryn Hill / #9 in de Single Top 100 |
| Street Dreams                                                 | 1996                  | 14-12-1996            | tip20           | -            |                                           |
| Hate me now                                                   | 1999                  | 03-07-1999            | 17              | 9            | met Puff Daddy / #11 in de Single Top 100 |
| Did you ever think                                            | 1999                  | 21-08-1999            | 28              | 9            | met R. Kelly / #24 in de Single Top 100   |
| Nastradamus                                                   | 1999                  | 18-12-1999            | tip10           | -            | #72 in de Single Top 100                  |
| You owe me                                                    | 2000                  | -                     |                 |              | #100 in de Single Top 100                 |
| I've got to have it                                           | 2000                  | 09-09-2000            | tip16           | -            | met Monica en Jermaine Dupri              |
| Oochie wally                                                  | 2001                  | 05-05-2001            | 14              | 8            | met QB Finest / #11 in de Single Top 100  |
| Got ur self a...                                              | 2002                  | 16-02-2002            | 36              | 4            | #24 in de Single Top 100                  |
| I'm gonna be alright                                          | 2002                  | 29-06-2002            | 9               | 20           | met Jennifer Lopez                        |
| One mic / Made you look                                       | 2002                  | 14-12-2002            | 17              | 6            | met Brainpower / #12 in de Single Top 100 |
| I can                                                         | 2003                  | 29-03-2003            | tip2            | -            | #46 in de Single Top 100                  |

| Single met hitnotering(en) in de Vlaamse Ultratop 50 | Datum van verschijnen | Datum van binnenkomst | Hoogste positie | Aantal weken | Opmerkingen           |
| ---------------------------------------------------- | --------------------- | --------------------- | --------------- | ------------ | --------------------- |
| If I ruled the world                                 | 1996                  | 05-10-1996            | 21              | 12           | met Lauryn Hill       |
| One mic                                              | 2002                  | 04-01-2003            | 28              | 6            | met Brainpower        |
| Thugz mansion                                        | 2003                  | 08-02-2003            | tip7            | -            | met 2Pac & J. Phoenix |
| In public                                            | 2005                  | 09-04-2005            | tip6            | -            | met Kelis             |